# 平遮那灰木
平遮那灰木（学名：Symplocos heishanensis）为灰木科灰木屬下的一个种。

## 扩展阅读
- 維基物種上的相關：平遮那灰木